# Gåstorpasjön
Gåstorpasjön är en sjö i Askersunds kommun i Närke och ingår i Motala ströms huvudavrinningsområde. Sjöns area är 0,04 kvadratkilometer och den är belägen 120 meter över havet.